# Ullströmsäpple
Ullströmsäpple är en äppelsort vars ursprung är Värmland, Sverige. Skalet på äpplet är mestadels grönt. Ullströmsäpple mognar i oktober och kan därefter lagras till, omkring, våren.